# فادية ناصر
فادية ناصر أبو الهيجاء (بالعبرية: פאדיה נאסר אבו אלהיג'א‏) (مواليد 1955)، باحثة عربيّة من المجتمع العربي في إسرائيل في أساليب البحث والقياس والتقييم في التعليم. وهي أستاذة مثبّتة في التربية في جامعة تل أبيب، وتشغل منصب رئيس قسم المناهج وطرق التدريس.
وأ.د فادية ناصر أبو الهيجاء، هي الأولى من المُجتمع العربيّ في إسرائيل التي تنال لقب الأستذة (البروفيسور) وهي العربيّة الأولى التي رُشّحت لعضويّة مجلس التعليم العالي في إسرائيل. في شباط 2016، استقالت هي وخمسة من أعضاء مجلس التعليم العالي من بين 19 عضوًا، احتجاجًا على إقالة أ.د حاجيت ميسر يارون، نائبة رئيس مجلس إدارة المجلس على يد وزير التربية نفتالي بنيت.

## السيرة الذاتيّة
عملت كمدرّسة في مدرسة ثانويّة في الطيرة، في عام 1977 أنهت اللقب الأوّل في العلوم (الرياضيّات، البيولوجيا والكيمياء) من جامعة تل أبيب، في عام 1980 حازت على شهادة تدريس في الرياضيّات من جامعة تل أبيب، في عام 1989 انهت اللقب الثاني في أساليب البحث في التربية من الجامعة ذاتها، وشهد عام 1997 حصولها على شهادة الدكتوراة في أساليب البحث والقياس والتقييم في التربية من الجامعة الجورجية في الولايات المتحدة الأمريكيّة بعد حصوله على منحة السفارة الامريكيّة في تل أبيب للطلّاب العرب.
في سنة 2010، نالت درجة الأستاذيّة الكاملة في الجامعة، وبهذا تكون المرأة العربيّة الأولى التي تنال هذه درجة الأستاذيّة بجامعة إسرائيليّة.
في عام 2012، رُشّحت بتوصية من وزير التربية كعضو في مجلس التعليم العالي في إسرائيل، ولكنّها عادت واستقالت في عام 2016، على أثر الاحتجاج على إقالة نائبة رئيس المجلس.
في ذكرى يوم المرأة العالميّ 2016، أُختيرت كواحدة من 11 باحثة مُلهمة في جامعة تل أبيب.

## عضوية المجمع العلمي للعلوم والآداب
من الجدير بالذكر أنّ أ.د فادية ناصر أبو الهيجاء هي عضو المجمع العلمي الوطني الإسرائيليّ للعلوم والآداب ضمن المبادرة للبحث التطبيقي في التربية، والتي أقيمت أواخر عام 2003 كمبادرة مشتركة للأكاديميّة الوطنيّة الإسرائيليّة للعلوم، وزارة المعارف وياد هنديف، التي قامت أيضا بتمويل معظم فعالياتها في السنوات الأولى.
تهدفُ المبادرة للبحث التطبيقي في التربية إلى توفير معلومات علميّة، محدّثة ومنقّحة ووضعها تحت تصرف صانعي القرار، الأمر الذي قد يساعدهم في تحسين إنجازات جهاز التربية في إسرائيل.
المواضيع التي تتداولها المبادرة تنبع من أسئلة يطرحها صانعوا القرار وتحدد بالتشاور بين موظفين رفيعي المستوى في وزارة المعارف وشخصيات أخرى لها شأن بالموضوع. تعمل المبادرة بشكل اساسي بواسطة لجان مختصة بمجال معين، لجان مختصة بموضوع معين ولقاءات تعليمية. يقوم الباحثون المشاركون في اللجان بعملهم بشكل تطوعي. تعين اللجنة الموجهة للمبادرة من قبل رئيس الأكاديمية الإسرائيلية الوطنية للعلوم.
تركّزالمبادرة على نشاطات الاستشارة التي تقدّمها الأكاديميّة في مجال التربية للحكومة ولسلطات مختلفة أخرى. في السنوات الأخيرة، في أعقاب توجّه سلطات مختلفة وبمبادرة الأكاديميّة، توسّعت النشاطات الخاصّة بالأكاديميّة وشملت مجالات أخرى بالإضافة للتربية، وأقيمت طواقم مرافقة ووطواقم استشارة علمية في مجالات مختلفة (مثل الرفاه الاجتماعي، الصحة والبيئة). طرح في الكنيست مؤخرا اقتراح تصحيح لقانون الأكاديمية الإسرائيلية الوطنية للعلوم، والهدف منه خلق تغيير في القانون الذي ينظم ويرتب وظيفة الأكاديمية في تقديم المشورة للحكومة والسلطات المختلفة، على غرار مبنى أل - National Research Council) - NRC) في الولايات المتحدة.

## ترأسها برنامج رواد
هذا وتترأس أ.د فادية ناصر أبو الهيجاء اللجنة التوجيهيّة الخاصّة بمشروع روّاد - والذي يهدفُ لتوسيع مناليّة التعليم العالي في المعاهد المعترف بها من قبل مجلس التعليم العالي في إسرائيل، ليشمل المجتمع العربي والدرزي والشركسي بهدف زيادة عدد الشباب المتوجهين للدراسة في الجامعات والكليات من أبناء المجتمع العربيّ.
هذا ومن أهداف البرنامج توسيع دائرة المسارات في التعليم العالي والتي تساعد في الاندماج الأمثل للشباب من النسيج الاجتماعي - الاقتصادي للدولة.
وعلى الصعيد الشخصي يساعد برنامج “رواد” الشباب في اتخاذ قرارت مستنيرة وتتناسب مع رغباتهم، 

## سر النجاح
أوضحت أ.د فادية ناصر أبو الهيجاء في مقابلة صحفيّة على موقع «بكرا» المحليّ سرّ نجاحها بقولها:
«إنّ وصولي إلى مكانتي هذه، يعني لي ولغيري أن لا شيء مستحيل، وهذا ما أؤمن به، وأنا على ثقة تامة، وهي حقيقة ملموسة، أنّ من يوظّف جميع طاقاته في هدفٍ ما، فإنه سيصله حتمًا، وليس شرطًا أن أكون بروفيسوراً حتى أكون إنسانًا متميزًا أو ناجحًا، فكلُ شخصٍ يصل إلى ما يصبو إليه وينجح فيه يستحق الاحترام، إنني أتحدث عن تحقيق الذات في أي عملٍ نحبه ونتقنه، فالبنّاء، على سبيل المثال، الذي ينجح في إنجاز بيتٍ جميل، هو عظيم، وأحترمه كرئيس دولة»...